# Diocesi di Tiava
La diocesi di Tiava (in latino Dioecesis Thiavensis) è una sede soppressa e sede titolare della Chiesa cattolica.

## Storia
Tiava, tra Annaba e Souk Ahras nell'odierna Algeria, è un'antica sede episcopale della provincia romana di Numidia.
La chiesa Thiavensem è menzionata da sant'Agostino nella lettera scritta attorno all'anno 405 al vescovo Alipio di Tagaste, al quale il santo di Ippona raccomanda la popolazione di Tiava, che di recente si era convertita al cattolicesimo; inoltre prega Alipio di permettere che i beni di Onorato, religioso del monastero di Tagaste, siano destinati all'edificazione della nuova chiesa. Questo Onorato è probabilmente lo stesso vescovo di Tiava, unico noto di questa diocesi, menzionato in una lettera di sant'Agostino, scritta attorno al 428, in risposta a due lettere di Onorato, che chiedeva ad Agostino, tra le altre cose, quale atteggiamento tenere di fronte all'invasione dei Vandali.
Dal 1933 Tiava è annoverata tra le sedi vescovili titolari della Chiesa cattolica; dal 23 dicembre 2020 il vescovo titolare è Nivaldo dos Santos Ferreira, vescovo ausiliare di Belo Horizonte.

## Cronotassi

### Vescovi residenti
- Onorato † (menzionato nel 428 circa)

### Vescovi titolari
- Ignace Ramarosandratana † (25 maggio 1939 - 14 settembre 1955 nominato vescovo di Miarinarivo)
- José Pedro da Silva † (30 luglio 1956 - 13 febbraio 1965 nominato vescovo di Viseu)
- Eugène-Jean-Marie Polge † (19 maggio 1965 - 25 aprile 1968 nominato arcivescovo coadiutore di Avignone)
- Stephen Stanislaus Woznicki † (28 ottobre 1968 - 10 dicembre 1968 deceduto)
- Dermot Patrick O'Mahony † (13 febbraio 1975 - 10 dicembre 2015 deceduto)
- Hélio Pereira dos Santos (27 aprile 2016 - 16 ottobre 2020 nominato vescovo coadiutore di Serrinha)
- Nivaldo dos Santos Ferreira, dal 23 dicembre 2020